# لومبارد اودیه
لومبارد اودیه (انگلیسی: Lombard Odier) شرکت خدمات مالی و بانکداری سوئیسی است، که در سال ۲۰۰۲ تأسیس شد.